# 小野路公園
小野路公園（おのじこうえん）は、東京都町田市小野路町にある町田市立の都市公園（地区公園）。野球場及びグラウンド（サッカー・ラグビー場）が整備されている。

## 概要
2004年10月に旧朝日生命グラウンドを町田市が購入し、駐車場増設などの再整備を行ったうえで、2006年4月に開園。
野球場は、市内唯一硬式使用可能の球場である。また、第68回国民体育大会軟式野球の会場になった為、スコアボードはパネル式から電光掲示板に改修された。第95回全国高等学校野球選手権西東京大会一回戦にて改修後、初の試合が行われた。試合前には記念式、町田市長による始球式が行われた(ちなみに選手名は五回戦から表記されるが、当球場では電光掲示板のメンテナンスを兼ねて一回戦から選手名を表記していた。翌年以降は他の球場同様表記していない)。
グラウンドは町田市にホームを置くサッカークラブのFC町田ゼルビアが2021年まで練習場として使用していたほか、2021年より関東女子サッカーリーグ所属のFC町田ゼルビアレディースが試合会場および練習場として使用している。2006年の開園時点では観覧用のスタンドは無かったが、後に国立競技場の建て替えにより不要になった椅子の一部を譲り受け、100席分が設置された。
2023年4月から、株式会社ギオンが公園内施設のネーミングライツを取得し、小野路球場は「小野路GIONベースボールパーク」、小野路グラウンドは「小野路GIONグラウンド」の愛称が用いられる（契約期間は2026年3月末までの3年間）

## 施設

### 小野路球場（小野路GIONベースボールパーク）
- 用途：硬式野球場
- 面積：9,280㎡
- 両翼：93.5m、中堅：120m
- 内野：土(ベンチ前は人工芝)、外野：天然芝
- 利用種目：硬式野球、軟式野球、ソフトボール
- スコアボード：電光掲示板（2013年より、以前はパネル式・スコア表示のみだった）カウントはBSO順、アニメーションを流す事もできる（ファールボールがスタンドに入った時、ホームランの時など）
- 照明灯：4基（2017年夏に完成）[3]
- 観客席：1,999席分(うち車椅子対応40席)
- 全国高等学校野球選手権西東京大会など、東京都高等学校野球連盟主管試合、東都大学野球連盟（2部以下）、首都大学野球連盟、東都大学準硬式野球連盟などに使用されている。プロ野球（二軍など）の開催実績はなかったが、2017年からTOKYO GIANTS TOWN完成まで読売ジャイアンツの3軍の準本拠地として使用する[4]。2023年放送のテレビドラマ「下剋上球児」ではロケ地としても使用された。

### 小野路グラウンド（小野路GIONグラウンド）
- 用途：人工芝グラウンド
- 面積：8,450㎡（65m×130m）
- 利用種目：サッカー、ラグビー、ラクロスなどの球技に対応
- 照明あり
- 観客席：100席

## アクセス
路線バスの場合
- 小田急小田原線鶴川駅から神奈川中央交通の多摩センター駅行き・永山駅経由聖蹟桜ヶ丘駅行きで「下堤」下車、徒歩10分。

自家用車の場合
- 専用の有料駐車場（約125台分）あり（30分まで無料）